# Iridomyrmex turbineus
Iridomyrmex turbineus é uma espécie de formiga do gênero Iridomyrmex.